# Ignát Herrmann

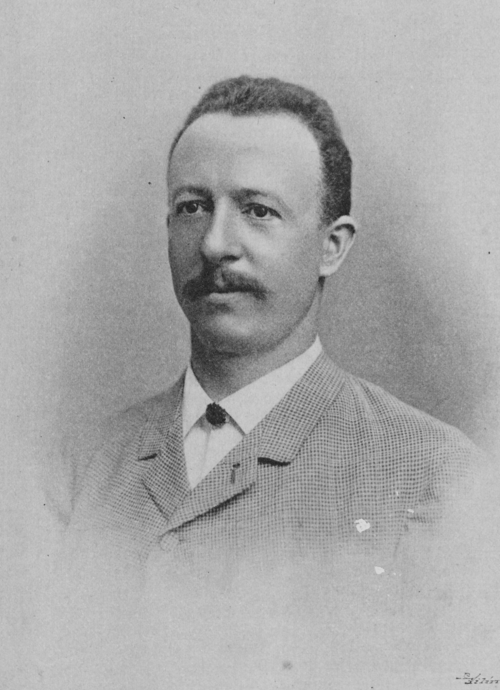
Ignát Herrmann (1895)

Ignát Herrmann (* 12. August 1854 in Chotieborsch, Kaisertum Österreich; † 8. Juli 1935 in Řevnice) war tschechischer Schriftsteller, Humorist und Redakteur, der auch das Pseudonym Vojta Machatý, Švanda benutzte.

## Leben
Als dreizehntes Kind eines Anwaltsschreibers besuchte er die Schule in Hradec Králové, ging 1868 nach Prag in die Lehre als Kaufmann. Er arbeitete an einigen Stellen, wie ab 1873 im Otto-Verlag. Von 1876 bis 1878 redigierte er die satirische Zeitschrift "Paleček" und hatte eine mehrjährige Anstellung in einer Anwaltspraxis inne, bis er 1885 Redakteur der Nationalblätter (Národní listy) wurde, zunächst als Administrator, ab 1885 als Redaktionsmitglied. Ab 1888 war er Vorsitzender des Vereins Mai (Máj). Außerdem gründete er die Zeitschrift "Švanda dudák", die es unter seiner Redaktion bis auf 40 Jahrgänge brachte.

## Werke
Sein literarische Schaffen war eng verbunden mit Zeitungen und Zeitschriften, in denen er sich mit typischen Persönlichkeiten des Prager Lebens beschäftigte. Er schrieb Fortsetzungsromane wie Páté přes deváté und Muž bez třináctky. In Národní listy publizierte er seinen vielleicht erfolgreichsten Roman Otec Kondelík a ženich Vejvara sowie den zweiten Teil seines Romans Tchán Kondelík a zeť Vejvara. Ein großer Teil seiner Werke wurden erfolgreich verfilmt. Seine Erzählungen und Romane spiegeln die Welt des tschechischen Kleinbürgers.
In deutscher Sprache erschienen seine Werke Allerlei Tierchen und Leuchten (1935) und Ausgewählte Geschichten (1908).

### Romane und Erzählungen
- Z chudého kalamáře – Sammlung von Kurzgeschichten
- Švanda dudák
- Pražské figury
- U snědeného krámu
- Pražské figury
- Domácí štěstí
- Páté přes deváté
- Humor parnassu českého
- Historie o doktoru Faustovi
- Otec Kondelík a ženich Vejvara
- Tchán Kondelík a zeť Vejvara
- Artur a Leontýnka

## Biographie
M. Hýsek: Ignát Herrmann. Prag 1934